# Галанте, Фабио
Фабио Галанте (итал. Fabio Galante; родился 20 ноября 1973 года в городе Монтекатини-Терме, Италия) — итальянский футболист, защитник, известный по выступлениям за клубы «Интернационале», «Торино» и «Ливорно». Участник Олимпийских игр 1996 в Атланте.

## Клубная карьера
Галанте начал карьеру в клубе «Эмполи» третьего дивизиона чемпионата Италии. Он быстро стал основным защитником команды Лучиано Спаллетти и через два года ушёл на повышение в «Дженоа». С «орлами» Фабио стал обладателем Англо-итальянского кубка в 1996 году.
Летом того же года Галанте перешёл в миланский «Интернационале». Несмотря на высокую конкуренцию он смог закрепиться в составе. В 1998 году Фабио стал обладателем Кубка УЕФА, а также завоевал серебряные медали Серии А.
В 1999 году Галанте перешёл в «Торино». Несмотря на то, что новая команда вскоре вылетела в Серию B, Фабио остался в клубе. В 2004 году он подписал контракт с «Ливорно». 2 октября 2005 года в матче против «Фиорентины» Фабио забил свой первый гол за клуб. В 2008 году он вместе с «Ливорно» вылетел в Серию B, но уже через год помог ей вернуться обратно. В 2010 году Галанте завершил профессиональную карьеру.

## Международная карьера
В 1994 и 1996 годах Фабио в составе молодёжной национальной команды выиграл молодёжный чемпионат Европы 1994 и 1996 годов. В том же году в составе олимпийской сборной Италии Галанте принял участие в Олимпийских играх в Атланте. На турнире он сыграл в матчах группового этапа против команд Мексики и Ганы.

## Достижения
«Дженоа»
- Обладатель Англо-итальянского кубка (1): 1995/96

«Интернационале»
- Обладатель Кубка УЕФА (1): 1997/98

Италия (до 21)
- Чемпион Европы среди молодёжных команд (2): 1994, 1996